# Desley Ubbink
Desley Ubbink (ur. 15 czerwca 1993 w Roosendaal) – holenderski piłkarz występujący na pozycji pomocnika w Corvinul Hunedoara.

## Kariera piłkarska
Desley Ubbink jest wychowankiem holenderskiego RKC Waalwijk. Swoją karierę kontynuował w lidze kazachstańskiej, grając w barwach FK Taraz i Szachtiora Karaganda.
Od 25 października 2019, Holender jest piłkarzem Podbeskidzia Bielsko-Biała. Wraz z klubem wywalczył awans do PKO BP Ekstraklasa.